# クセーニャ・スヒノワ

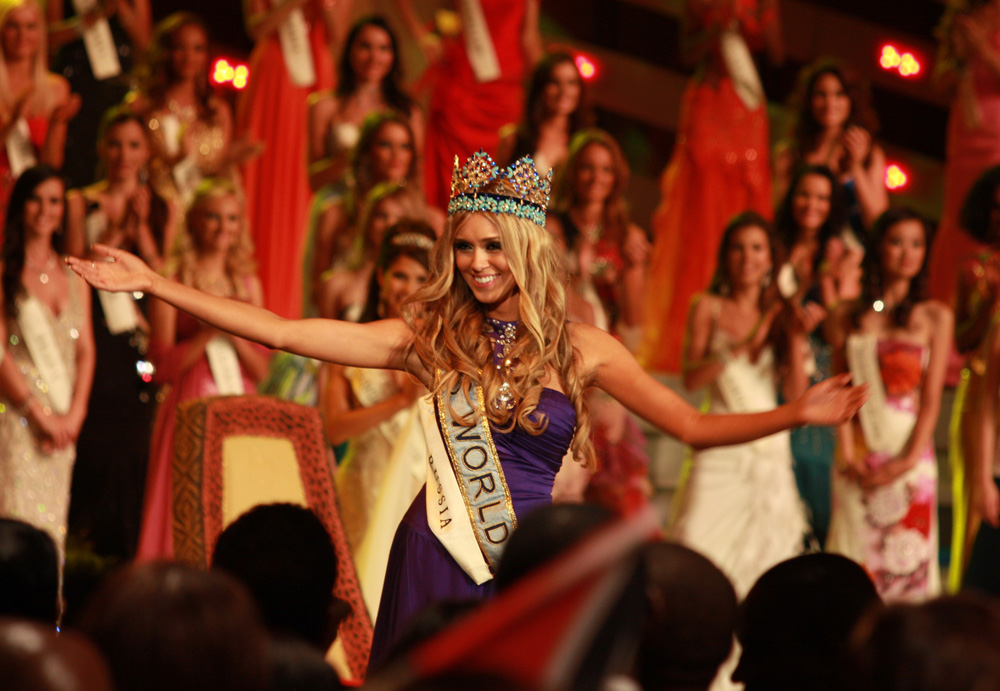
2008年のミス・ワールド大会において

クセーニャ・スヒノワ（Сухинова, Ксения  英語名：Ksenia Vladimirovna Sukhinova、1987年8月26日-）は、ロシアのモデル。2008年のミス・ワールド。

## 来歴
ソ連ニジネヴァルトフスク出身。2007年12月にモスクワで開催されたミス・ロシアで優勝。
2008年南アフリカで開催されたミス・ワールド世界大会では史上最多の109カ国・地域が参加、トップモデルで勝利し、本大会ではヨーロッパ大陸第1位となり、総合成績でも優勝を果たした。ロシア勢の国際ミスコン優勝は2002年ミス・ユニバースのオクサーナ・フョードロワ以来6年ぶりの快挙だった。

## ミス・ワールド2008最終成績
- ミス・ワールド：クセーニャ・スヒノワ
- 第2位：パルヴァティ・オーマンクッタン（インド）
- 第3位： Gabrielle Walcott（トリニダード・トバゴ）
- トップ5：アンゴラ、南アフリカ共和国